# Перес, Томас (футболист)
Томас Перес (исп. Tomás Pérez; род. 26 августа 2005, Росарио, Санта-Фе) — аргентинский футболист полузащитник клуба «Ньюэллс Олд Бойз».

## Клубная карьера
Перес — воспитанник клуба «Ньюэллс Олд Бойз». 23 июля 2024 года в матче против «Индепендьенте Ривадавия» он дебютировал в аргентинской Примере. 3 августа в поединке против «Эстудиантеса» Томас забил свой первый гол за «Ньюэллс Олд Бойз».